# Ligue de la Nouvelle-Calédonie d'athlétisme
La Ligue de la Nouvelle-Calédonie d'athlétisme (LNCA) est la fédération d'athlétisme en Nouvelle-Calédonie, membre associé de l'Association océanienne d'athlétisme depuis 2008 mais toujours liée à la Fédération française d'athlétisme malgré sa large autonomie. Elle participe aux Jeux du Pacifique et aux Championnats d'Océanie d'athlétisme. Depuis ceux de Nouméa en 2011, elle défile sous les deux drapeaux du territoire, le tricolore français et le drapeau de Kanaky.